# Мачери, Валентина
Валентина Мачери (нем. и итал. Valentina Maceri, родилась 4 августа 1993 года в Нюрнберге)
 — немецкая футболистка итальянского происхождения, выступавшая на позиции полузащитницы, ныне телеведущая и спортивный комментатор.

## Биография

### Семья и личная жизнь
Валентина Мачери родилась 4 августа 1993 года в семье выходцев из Италии. Владеет немецким и итальянским как родными, также говорит на английском, французском и испанском языках. Её отец Уго Мачери (итал. Ugo Maceri) владеет рестораном в Нюрнберге, где прежде Валентина работала официанткой. Мать, Стефания Пизу-Мачери (итал. Stefania Pisu-Maceri) работает в итальянском ресторане. Валентина выросла в религиозной семье. Перед переездом в Италию в 2012 году она окончила элитную школу DFB (Немецкого футбольного союза) в Нюрнберге.

### Игровая карьера
Мачери начинала игровую карьеру в составе клуба «Пост Нюрнберг», откуда позже прошла в юниорский состав женского клуба «Нюрнберг». В январе 2010 года стала игроком клуба «Крайльхсайм» из Второй женской Бундеслиги. 10 августа 2010 года дебютировала на профессиональном уровне в Кубке Германии сезона 2010/2011, проведя гостевой матч первого раунда против команды «Дирмингена» (в нём «Крайльсхайм» победил 4:0). 15 августа 2010 года дебютировала во Второй Бундеслиге в матче против «Кёльн». Играя на позиции центральной полузащитницы, Мачери провела 18 матчей в первенстве и забила два гола. В сезоне 2011/2012 сыграла ещё 19 матчей в чемпионате (один гол) и один в кубке.
В 2012 году она перешла в итальянский клуб «Бардолино», в составе дебютировала в женской Лиге чемпионов 2012/2013 матчем против «Бирмингем Сити» 26 сентября 2012 года (поражение 0:2). В розыгрыше ЛЧ того сезона провела итого четыре матча. Через год покинула Италию и вернулась в клуб «Нюрнберг», чтобы подготовиться к карьере спортивной журналистки. Сыграла ещё четыре матча в женской региональной лиге «Юг», прежде чем завершить игровую карьеру.
Мачери выступала за юниорские сборные Германии возрастных категорий до 15, 16, 17 и 19 лет. В 2009 году в составе сборной U-16 выступила на кубке Nordic Cup в Швеции и отыграла матч против сверстниц из Исландии (победа 6:0), выйдя в стартовом составе

### Телеведущая
После завершения игровой карьеры Мачери поступила в высшую школу Миттвайда, в 2014—2017 годах изучала коммуникации, получив степень бакалавра прикладных наук. В кампусе M21 в Нюрнберге она получила степень бакалавра гуманитарных наук в области спортивного, ивент- и медиаменеджмента. С января 2015 по июль 2018 года сотрудничала со спортивным журналом Kicker, прошла стажировку на каналах Sky Sport News и Sport1.
После окончания учёбы с сентября 2018 по сентябрь 2020 года Мачери работала на немецком канале Sport1, где была соведущей шоу Fantalk во время матчей Лиги чемпионов УЕФА, в котором в дискуссиях участвовали и зрители, и пользователи соцсетей. Была также соведущей программы Warm-up — Die Fußballvorschau вместе с Торстеном Книпперцом. Помимо работы в Sport Bild и Sport1, она является ведущей программы MEINE 11 — die Playlist der Fußballstars на Sky Sport News.
Сегодня Мачери известна как спортивная телеведущая на немецких и зарубежных телеканалах. С сезона 2023/2024 она работает на швейцарском платном телеканале BLUE, освещающем Лигу чемпионов УЕФА, а также ведёт обзоры матчей Лиги чемпионов для итальянской телесети DAZN. С 2024 года она ведёт воскресное шоу BILD SPORT на телеканале WELT TV.